# 武富孝介
武富 孝介（たけとみ こうすけ、1990年9月23日 - ）は、埼玉県浦和市（現：さいたま市緑区）出身の元サッカー選手。現役時代のポジションはフォワード、ミッドフィールダー。

## 来歴

### プロ入り前
小学生時代は埼玉県さいたま市の三室少年団に所属。2002年、同市浦和地区少年団の選抜チーム「FC浦和」の一員として、山田直輝らと共に、第26回全日本少年サッカー大会で優勝を飾った。
2003年より柏レイソルの下部組織に加入し、吉田達磨の指導の下、武富、酒井宏樹、工藤壮人、比嘉厚平、山崎正登、仙石廉、指宿洋史、島川俊郎、畑田真輝という計9名のプロ選手を輩出した柏レイソルユース「黄金世代」の一員として、地中海国際サッカートーナメント、ビジャレアル国際ユースサッカー大会といった海外遠征を経験した。

### 柏レイソル
2009年、酒井、工藤、比嘉、山崎、仙石と共にトップチームへ昇格。同年6月18日から4ヶ月間、酒井と共にサンパウロ州選手権1部・モジミリンECへ短期留学した。
2010年、J2第13節徳島ヴォルティス戦に後半20分から出場し、公式戦デビュー。後半45分に公式戦初得点を記録した。

### ロアッソ熊本
2010年12月21日、ロアッソ熊本への期限付き移籍が発表された。
2011年は移籍初年度ながらJ2リーグ戦33試合に出場し、期限付き移籍期間が1年間延長された。翌年フォワードにコンバートされると、持ち前の攻撃センスが開花し、開幕からゴールを量産。J2得点ランキング5位の14得点を挙げた。

### 湘南ベルマーレ
2013年、J1に昇格した湘南ベルマーレに再び期限付き移籍。第3節清水エスパルス戦で、J1リーグ戦初得点を記録した。同年9月8日に行われた第93回天皇杯2回戦FC琉球戦では、プロ入り後自身初となるハットトリックを達成。クラブは1年でJ2に降格したが、同年12月27日、期限付き移籍期間を翌年まで延長することが発表された。
2014年は主に2シャドーの一角としてリーグ戦39試合に出場し、9得点を記録。チームは開幕14連勝を飾るなど記録的な快進撃を続け、柏に所属していた2010年以来、自身2度目のJ2優勝を達成した。

### 柏レイソル復帰
2014年12月7日、期限付き移籍期間終了により柏へ復帰。2015年4月29日、川崎フロンターレのリーグ戦で移籍後初得点。5月14日、AFCチャンピオンズリーグ2015の公式サイトで日本勢唯一のグループリーグベストイレブンに選ばれた。2017年9月23日、第27節のFC東京戦では2得点を決めて自身の誕生日を祝った。

### 浦和レッズ
2018年1月5日、浦和レッズに完全移籍した。しかし、8試合の出場に留まった。
2019年から湘南へ期限付き移籍。2月23日、開幕戦の北海道コンサドーレ札幌戦では2得点を決めて勝利に貢献した。8月15日に浦和レッズへの復帰を発表した。理由については、前日から長期に渡り続いている曺監督のパワーハラスメントに関するで監督が指揮を取れる状況ではなくなってしまったからだという。しかし疲労骨折を負っていたことが判明し、シーズン中に再出場することは叶わなかった。翌年も、8試合試合の出場に留まった。

### 京都サンガF.C.
2020年12月28日、京都サンガF.C.に完全移籍。2022年11月18日、契約満了により京都を退団した。

### ヴァンフォーレ甲府
2022年12月8日、ヴァンフォーレ甲府に完全移籍。 

### おこしやす京都AC
2025年1月10日、関西サッカーリーグ2部のおこしやす京都ACに完全移籍。しかし2025年シーズン途中の6月16日、おこしやす京都は5月31日付で武富の現役引退を発表した。

## プレースタイル
アイディア豊かなドリブルや、相手ディフェンスの裏を取りスペースに入り込むオフ・ザ・ボールの動きを得意とするストライカー。豊富な運動量が持ち味で、湘南ベルマーレに所属した2014年シーズンには1試合平均走行距離約13kmという驚異的な数字をマークし、同監督の曺貴裁から「もう脱帽ですよ。あんなに走れるFWは、今の日本にいないでしょう。走るスピードも遅いわけじゃないですからね」と評された。

## 人物
- 2014年7月、神奈川県在住の一般女性と入籍したことを発表[21]。2015年1月、第1子の長女が誕生した[22]。2017年2月、第2子の長男が誕生[23]。

## 所属クラブ
- 1997年 - 2002年 三室少年団（さいたま市立中尾小学校）
- 2003年 - 2005年 柏レイソルU-15（さいたま市立東浦和中学校）
- 2006年 - 2008年 柏レイソルU-18（柏日体高等学校）
- 2009年 - 2017年  柏レイソル
  - 2009年  モジミリンEC
  - 2011年 - 2012年  ロアッソ熊本（期限付き移籍）
  - 2013年 - 2014年  湘南ベルマーレ（期限付き移籍）
- 2018年 - 2020年  浦和レッズ
  - 2019年1月 - 同年8月 湘南ベルマーレ（期限付き移籍）
- 2021年 - 2022年  京都サンガF.C.
- 2023年 - 2024年  ヴァンフォーレ甲府
- 2025年 - 同年5月  おこしやす京都AC

## 個人成績
| 国内大会個人成績 | 国内大会個人成績 | 国内大会個人成績 | 国内大会個人成績 | 国内大会個人成績 | 国内大会個人成績 | 国内大会個人成績 | 国内大会個人成績 | 国内大会個人成績 | 国内大会個人成績 | 国内大会個人成績 | 国内大会個人成績 |
| 年度             | クラブ           | 背番号           | リーグ           | リーグ戦         | リーグ戦         | リーグ杯         | リーグ杯         | オープン杯       | オープン杯       | 期間通算         | 期間通算         |
| 年度             | クラブ           | 背番号           | リーグ           | 出場             | 得点             | 出場             | 得点             | 出場             | 得点             | 出場             | 得点             |
| 日本             | 日本             | 日本             | 日本             | リーグ戦         | リーグ戦         | リーグ杯         | リーグ杯         | 天皇杯           | 天皇杯           | 期間通算         | 期間通算         |
| ---------------- | ---------------- | ---------------- | ---------------- | ---------------- | ---------------- | ---------------- | ---------------- | ---------------- | ---------------- | ---------------- | ---------------- |
| 2009             | 柏               | 32               | J1               | 0                | 0                | 0                | 0                | 0                | 0                | 0                | 0                |
| 2010             | 柏               | 24               | J2               | 1                | 1                | -                | -                | 0                | 0                | 1                | 1                |
| 2011             | 熊本             | 14               | J2               | 33               | 1                | -                | -                | 1                | 0                | 34               | 1                |
| 2012             | 熊本             | 14               | J2               | 37               | 14               | -                | -                | 3                | 2                | 40               | 16               |
| 2013             | 湘南             | 28               | J1               | 21               | 3                | 5                | 1                | 2                | 3                | 28               | 7                |
| 2014             | 湘南             | 39               | J2               | 39               | 9                | -                | -                | 1                | 0                | 40               | 9                |
| 2015             | 柏               | 15               | J1               | 28               | 2                | 2                | 0                | 2                | 0                | 32               | 2                |
| 2016             | 柏               | 15               | J1               | 26               | 3                | 6                | 1                | 3                | 0                | 35               | 4                |
| 2017             | 柏               | 8                | J1               | 26               | 9                | 3                | 0                | 3                | 0                | 32               | 9                |
| 2018             | 浦和             | 7                | J1               | 8                | 0                | 8                | 2                | 0                | 0                | 16               | 2                |
| 2019             | 湘南             | 39               | J1               | 18               | 5                | 2                | 0                | 1                | 0                | 21               | 5                |
| 2019             | 浦和             | 39               | J1               | 0                | 0                | -                | -                | -                | -                | 0                | 0                |
| 2020             | 浦和             | 39               | J1               | 8                | 0                | 0                | 0                | -                | -                | 8                | 0                |
| 2021             | 京都             | 7                | J2               | 10               | 1                | -                | -                | 0                | 0                | 10               | 1                |
| 2022             | 京都             | 7                | J1               | 25               | 3                | 2                | 0                | 1                | 0                | 28               | 3                |
| 2023             | 甲府             | 8                | J2               | 24               | 4                | -                | -                | 1                | 0                | 25               | 4                |
| 2024             | 甲府             | 8                | J2               | 8                | 0                | 0                | 0                | 3                | 0                | 11               | 0                |
| 2025             | O京都            | 6                | 関西2部          | 2                | 0                | -                | -                | -                | -                | 2                | 0                |
| 通算             | 日本             | 日本             | J1               | 160              | 25               | 28               | 4                | 12               | 3                | 200              | 32               |
| 通算             | 日本             | 日本             | J2               | 152              | 30               | -                | -                | 9                | 2                | 150              | 32               |
| 通算             | 日本             | 日本             | 関西2部          | 2                | 0                | -                | -                | -                | -                | 2                | 0                |
| 総通算           | 総通算           | 総通算           | 総通算           | 314              | 55               | 28               | 4                | 21               | 5                | 352              | 64               |

その他の公式戦
- 2023年
  - スーパーカップ 1試合0得点

| 国際大会個人成績 | 国際大会個人成績 | 国際大会個人成績 | 国際大会個人成績 | 国際大会個人成績 |
| 年度             | クラブ           | 背番号           | 出場             | 得点             |
| AFC              | AFC              | AFC              | ACL              | ACL              |
| ---------------- | ---------------- | ---------------- | ---------------- | ---------------- |
| 2015             | 柏               | 15               | 9                | 4                |
| 2023-24          | 甲府             | 8                | 3                | 0                |
| 通算             | AFC              | AFC              | 12               | 4                |

その他の国際公式戦
- 2015年
  - AFCチャンピオンズリーグ2015 プレーオフ 1試合1得点
- Jリーグ初出場・初得点 - 2010年5月16日 J2第13節 徳島ヴォルティス戦（日立柏サッカー場）

## タイトル

### クラブ
FC浦和
- 全日本少年サッカー大会：1回（2002年）

柏レイソル
- J2リーグ：1回（2010年）

湘南ベルマーレ
- J2リーグ：1回（2014年）

浦和レッズ
- 天皇杯 JFA 全日本サッカー選手権大会：1回（2018年）

## 代表歴
- U-16日本代表
  - モンテギュー国際大会（2006年）[24]